# 伊勢神宮奉納全国花火大会

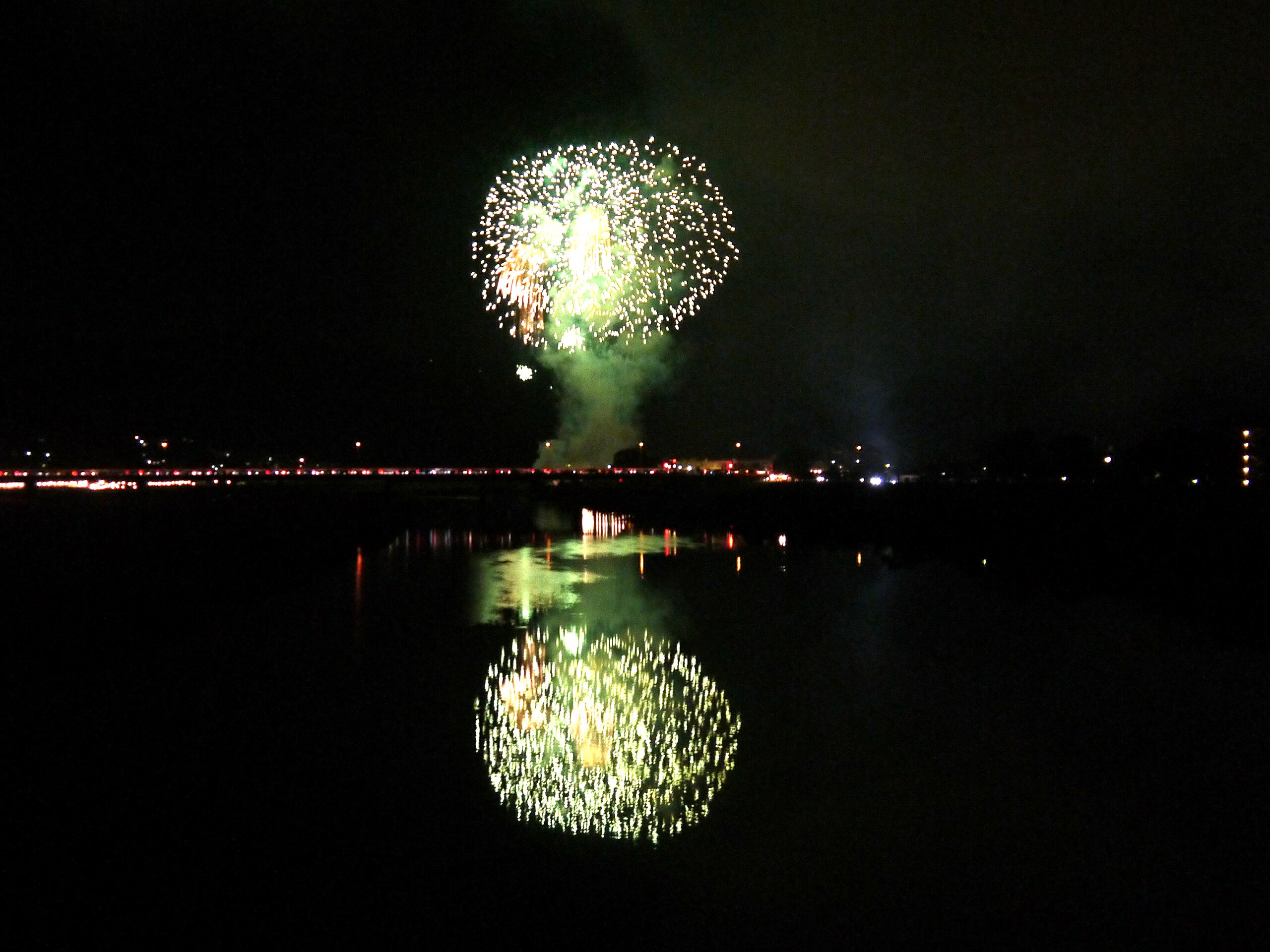
ワイドスターマイン（2011年（平成23年） 第59回大会）

伊勢神宮奉納全国花火大会（いせじんぐうほうのうぜんこくはなびたいかい）は三重県伊勢市中島の宮川下流畔において開催される花火大会である。宮川の花火ともいわれる。日本三大競技花火大会の1つ。

## 概要
日本三大競技花火大会の1つに数えられる。社団法人日本煙火協会が後援している数少ない花火競技大会の1つである（日本煙火協会後援の花火競技大会は本大会を含め6ヵ所のみ）。

## 歴史
本大会のきっかけは、1949年（昭和24年）11月の宇治橋渡り初めの際、茨城県の花火師から花火を奉納したいとの申し出があり、「宇治橋渡り初め奉祝花火」を内宮神苑内で開催したことによる。その後、宇治山田商工会議所、宇治山田市、神宮関係者の協議により1953年（昭和28年）に斎行される第59回神宮式年遷宮の記念奉祝行事として花火大会を行うことを決定した。第1回大会は1953年（昭和28年）10月17日に北白川房子祭主を迎え、宮川堤に約15万人の観衆を集めて開かれた。全国の花火師51名が参加、数千発の打ち上げ花火と十数基の仕掛け花火で約7時間に渡って開催された。

### 年表
- 1953年（昭和28年） - 第1回大会を開催する。
- 1988年（昭和63年） - 大雨と昭和天皇の病変により、この年（第36回）の開催が中止となる。
- 1993年（平成5年） - 第61回神宮式年遷宮を記念して、この年の大会（第41回）に「遷宮記念」の冠が付く。
- 2005年（平成17年） - 宝永のお蔭参り（1705年（宝永2年））から300年目を記念して、この年の大会（第53回）に「おかげ参り300年記念」の冠が付く。
- 2006年（平成18年） - この年と翌年の大会（第54回、第55回）に「第62回神宮式年遷宮・お木曳行事記念」の冠が付く。
- 2011年（平成23年） - この年からスターマインの部優勝者に国土交通大臣賞、打上花火の部優勝者に観光庁長官賞を授与。
- 2020年（令和2年） - 新型コロナウイルス感染症の拡大を受け、4月7日、伊勢市はこの年の開催を中止すると発表した[4]。
- 2022年（令和4年） - 4月22日、伊勢市は「新型コロナウイルス感染症の影響が未だ継続し、先行きが見通せない状況」を理由に今年の開催中止を発表。中止はこれで3年連続[5]。